# Krasny (kraj Kamtsjatka)
Krasny (Russisch: Красный) is een plaats (posjolok) in het gemeentelijke district Jelizovski van de Russische kraj Kamtsjatka. De plaats ligt aan beide zijden van de hoofdweg R-474 van Jelizovo naar Petropavlovsk-Kamtsjatski, op ongeveer 10 kilometer ten zuidoosten van het centrum van Jelizovo en 21 kilometer van het centrum van Petropavlovsk-Kamtsjatski. In de plaats wonen 609 mensen (2007). Ten noordwesten van de plaats ligt het dorpje Dvoeretsje en ten zuidoosten het dorp Nagorny.
De plaats werd gesticht in 1942 en heette aanvankelijk 21e kilometer (21-и километр) vanwege haar ligging op de 21e kilometer van de hoofdweg van Petropavlovsk-Kamtsjatski naar Jelizovo. Later kreeg ze haar huidige naam, naar het stroompje Krasny, dat door de plaats stroomt.
Bestuurlijk centrum: Jelizovo

Bereznjaki · Dalni · Dvoeretsje · Ganaly · Joezjnye Korjaki · Ketkino · Korjaki · Krasny · Kroetoberegovy · Lesnoj · Malka · Nagorny · Natsjiki · Nikolajevka · Novy · Paratoenka · Pinatsjevo · Pionerski · Razdolny · Severnye Korjaki · Sokotsj · Sosnovka · Svetly · Termalny · Voelkanny · Zeleny